# Veli Lehtelä
Veli Lehtelä (født 6. september 1935 i Sääksmäki, Finland, død 3. juni 2020) var en finsk roer og dobbelt olympisk medaljevinder.
Lehtelä vandt, som del af den finske firer med styrmand, bronze ved OL 1956 i Melbourne. Fire år senere, ved OL 1960 i Rom, vandt han bronze i toer uden styrmand, som makker til Toimi Pitkänen. Parret deltog også ved OL 1964 i Tokyo, hvor den finske båd kom ind på femtepladsen.
Lehtelä vandt desuden to EM-guldmedaljer, en i firer med styrmand i 1956 og en i toer uden styrmand i 1958.

## OL-medaljer
- 1956:  Bronze i firer med styrmand
- 1960:  Bronze i toer uden styrmand